# Толоконное
Толоконное — село в Белгородском районе Белгородской области, в составе Малиновского сельского поселения.
Расположено в 27 км к юго-западу от Белгорода, в 8-9 км от границы с Украиной.
На окраине села имеется пруд (на притоке реки Харьков) с примыкающим к нему лесным массивом.
Рядом с селом проходит автодорога М2. Ближайшие ж.-д. станции находятся в 4 км к западу и северо-западу (на линии Белгород — Харьков).
| 2002 | 2010 |
| ---- | ---- |
| 106  | ↘68  |

## История
В прошлом село было волостным центром Белгородского уезда.
В 1775 году в селе была построена каменная церковь Георгия Победоносца. Известно, что в ней в 1878 году венчался барон Константин Константинович Розен с Варварой Николаевной Уваровой, дочерью помещицы Богодуховского уезда. В 1884 году в селе проживало 425 человек, а в 1932—532 человека.